# Temporada 1998-1999 del FC Barcelona
Les dades més destacades de la temporada 1998-1999 del Futbol Club Barcelona són les següents:

## 1999

### Gener
- 31 gener - Ajustada victòria del Barça (3-2) sobre el Racing de Santander al Camp Nou. Merino en pròpia porta, Frank de Boer i Cocu fan els gols blaugrana. L'àrbitre Díaz Vega té una polèmica actuació i expulsa Frank de Boer amb doble groga.
- Després de 3 anys al club, Vítor Baía deixa el Barça i se'n torno al FC Porto.

### Maig
- 9 maig - 33a. jornada de Lliga. Victòria del Barça sobre el Vila-Real (2-3) en partit jugat a Mestalla per sanció de clausura del camp del Madrigal. Kluivert, Cocu i Rivaldo fan els gols. El FCB continua de líder intractable a 9 punts del RCD Mallorca i a 11 del València CF

## Títols
- Lliga: (16a)

## Plantilla
| N. | Pos. | Nac. | Jugador            |
| -- | ---- | --- | ------------------ |
| 28 | POR  | [[Fitxer:Flag of Catalonia.svg\|23x15px\|border \|alt=Catalunya\|link=Selecció de futbol de Catalunya\|{{#if:\|]]                        | Francesc Arnau     |
| 12 | DEF  | [[Fitxer:Flag of Catalonia.svg\|23x15px\|border \|alt=Catalunya\|link=Selecció de futbol de Catalunya\|{{#if:\|]]                        | Sergi Barjuán      |
| 4  | MIG  | [[Fitxer:Flag of Catalonia.svg\|23x15px\|border \|alt=Catalunya\|link=Selecció de futbol de Catalunya\|{{#if:\|]]                        | Josep Guardiola    |
| 6  | MIG  | [[Fitxer:Flag of Catalonia.svg\|23x15px\|border \|alt=Catalunya\|link=Selecció de futbol de Catalunya\|{{#if:\|]]                        | Oscar García       |
| 24 | MIG  | [[Fitxer:Flag of Catalonia.svg\|23x15px\|border \|alt=Catalunya\|link=Selecció de futbol de Catalunya\|{{#if:\|]]                        | Roger Garcia       |
| 26 | MIG  | [[Fitxer:Flag of Catalonia.svg\|23x15px\|border \|alt=Catalunya\|link=Selecció de futbol de Catalunya\|{{#if:\|]]                        | Xavi Hernández     |
| 20 | DEF  | [[Fitxer:Flag of the Balearic Islands.svg\|23x15px\|border \|alt=Illes Balears\|link=Selecció de futbol de les Illes Balears\|{{#if:\|]] | Miquel Angel Nadal |
| 8  | MIG  | [[Fitxer:Flag of Andorra.svg\|23x15px\|border \|alt=Andorra\|link=Selecció de futbol d'Andorra\|{{#if:\|]]                               | Albert Celades     |
| 13 | POR  | [[Fitxer:Flag of the Netherlands.svg\|23x15px\|border \|alt=Països Baixos\|link=Selecció de futbol dels Països Baixos\|{{#if:\|]]        | Ruud Hesp          |
| 2  | DEF  | [[Fitxer:Flag of the Netherlands.svg\|23x15px\|border \|alt=Països Baixos\|link=Selecció de futbol dels Països Baixos\|{{#if:\|]]        | Michael Reiziger   |
| 17 | DEF  | [[Fitxer:Flag of the Netherlands.svg\|23x15px\|border \|alt=Països Baixos\|link=Selecció de futbol dels Països Baixos\|{{#if:\|]]        | Winston Bogarde    |
| 25 | DEF  | [[Fitxer:Flag of the Netherlands.svg\|23x15px\|border \|alt=Països Baixos\|link=Selecció de futbol dels Països Baixos\|{{#if:\|]]        | Frank De Boer      |
| 18 | MIG  | [[Fitxer:Flag of the Netherlands.svg\|23x15px\|border \|alt=Països Baixos\|link=Selecció de futbol dels Països Baixos\|{{#if:\|]]        | Ronald De Boer     |

| N. | Pos. | Nac. | Jugador             |
| -- | ---- | --- | ------------------- |
| 15 | MIG  | [[Fitxer:Flag of the Netherlands.svg\|23x15px\|border \|alt=Països Baixos\|link=Selecció de futbol dels Països Baixos\|{{#if:\|]]                                                 | Philip Cocu         |
| 23 | DAV  | [[Fitxer:Flag of the Netherlands.svg\|23x15px\|border \|alt=Països Baixos\|link=Selecció de futbol dels Països Baixos\|{{#if:\|]]                                                 | Boudewijn Zenden    |
| 19 | DAV  | [[Fitxer:Flag of the Netherlands.svg\|23x15px\|border \|alt=Països Baixos\|link=Selecció de futbol dels Països Baixos\|{{#if:\|]]                                                 | Patrick Kluivert    |
| 1  | DAV  | [[Fitxer:Flag of Brazil.svg\|23x15px\|border \|alt=Brasil\|link=Selecció de futbol del Brasil\|{{#if:\|]]                                                                         | Rivaldo             |
| 10 | DAV  | [[Fitxer:Flag of Brazil.svg\|23x15px\|border \|alt=Brasil\|link=Selecció de futbol del Brasil\|{{#if:\|]]                                                                         | Giovanni            |
| 9  | DAV  | [[Fitxer:Flag of Brazil.svg\|23x15px\|border \|alt=Brasil\|link=Selecció de futbol del Brasil\|{{#if:\|]]                                                                         | Sonny Anderson      |
| 5  | DEF  | [[Fitxer:Flag of Asturias.svg\|23x15px\|border \|alt=Astúries\|link=Selecció de futbol d'Astúries\|{{#if:\|]]                                                                     | Abelardo Fernández  |
| 21 | DAV  | [[Fitxer:Flag of Asturias.svg\|23x15px\|border \|alt=Astúries\|link=Selecció de futbol d'Astúries\|{{#if:\|]]                                                                     | Luis Enrique        |
| 7  | DAV  | [[Fitxer:Flag of Portugal.svg\|23x15px\|border \|alt=Portugal\|link=Selecció de futbol de Portugal\|{{#if:\|]]                                                                    | Luís Figo           |
| 3  | DEF  | [[Fitxer:Flag of Argentina.svg\|23x15px\|border \|alt=Argentina\|link=Selecció de futbol de l'Argentina\|{{#if:\|]]                                                               | Mauricio Pellegrino |
| 16 | DAV  | [[Fitxer:Flag of Serbia and Montenegro; Flag of Yugoslavia (1992–2003).svg\|23x15px\|border \|alt=Sèrbia i Montenegro\|link=Selecció de futbol de Sèrbia i Montenegro\|{{#if:\|]] | Dragan Ćirić        |
| 22 | DEF  | [[Fitxer:Flag of Nigeria.svg\|23x15px\|border \|alt=Nigèria\|link=Selecció de futbol de Nigèria\|{{#if:\|]]                                                                       | Samuel Okunowo      |

- Entrenador:  Louis Van Gaal

## Resultats
| PARTITS 1998-1999 |
| --- |
| 21-07-1998 Amistós AGOW-BARCELONA 1-2 23-07-1998 Amistós ROHDA RAALTE-BARCELONA 1-13 25-07-1998 Amistós GVW-BARCELONA 1-2 01-08-1998 Amistós WOLVERHAMPTON WANDERERS-BARCELONA 2-3 07-08-1998 Amistós DERBV COUNTY-BARCELONA 1-3 11-08-1998 Amistós. HERTHA BERLÍN-BARCELONA 1-1 14-08-1998 Amistos. LLEIDA-BARCELONA 2-2 El Barcelona va guanyar el trofeu a la tanda de penals (2-4) 18-08-1998 Supercopa d'Espanya (anada). MALLORCA-BARCELONA 2-1 22-08-1998 Supercopa d'Espanya (tornada). BARCELONA-MALLORCA 0-1 25-08-1998 Gamper. BARCELONA-SANTOS 2-2 El Barcelona, guanyador a la tanda de penals (5-4). 30-08-1998 Lliga (1). RACING-BARCELONA 0-0 02-09-1998 Amistós (commemoració centenari). PALAMÓS-BARCELONA 0-2 12-09-1998 Lliga (2). BARCELONA-EXTREMADURA 1-0 16-09-1998 Lliga de Campions (1). MANCHESTER UNITED-BARCELONA 3-3 19-09-1998 Lliga (3). BARCELONA-REAL MADRID 2-2 26-09-1998 Lliga (4). BARCELONA-CELTA 2-2 30-09-1998 Lliga de Campions (2). BARCELONA-BRÒNDBY 2-0 03-10-1998 Lliga (5). VALÈNCIA-BARCELONA 1-3 17-10-1998 Lliga (6). BARCELONA-SALAMANCA 1-1 21-10-1998 Lliga de Campions (3). BAYERN MUNIC-BARCELONA 1-0 25-10-1998 LLIGA (8). BARCELONA-ESPANYOL 2-1 31-10-1998 Lliga (8). BARCELONA-REIAL SOCIETAT 4-1 04-11-1998 Lliga de Campions (4). BARCELONA-BAYERN MUNIC 1-2 08-11-1998 Lliga (9). OVIEDO-BARCELONA 2-1 10-11-1998 Amistós. BARCELONA-HELSINGBORGS 0-2 15-11-1998 Lliga (10). BARCELONA-TENERIFE 4-1 21-11-1998 Lliga (11). MALLORCA-BARCELONA 1-0 25-11-1998 Lliga de Campions (5). BARCELONA-MANCHESTER UNITED 3-3 28-11-1998 Lliga (12). BARCELONA-ATLÈTIC MADRID 0-1 05-12-1998 (13). DEPORTIVO-BARCELONA 2-1 09-12-1998 Lliga de Campions (6). BRÒNDBY-BARCELONA 0-2 13-12-1998 Lliga (14). BARCELONA-VILA-REIAL 1-3 16-12-1998 Amistós. BARCELONA-ESTRELLA ROJA 4-1 20-12-1998 Lliga (15) VALLADOLID-BARCELONA 0-1 03-01-1999 Lliga (16). BARCELONA-ALABÈS 7-1 09-01-1999 Lliga (17). BARCELONA-ATHLÈTIC CLUB 4-2 12-01-1999 Amistós. BARCELONA-GALATASARAY 2-2 17-01-1999 Lliga (18). BETIS-BARCELONA 0-3 20-01-1999 Copa (1/8. anada). BENIDORM-BARCELONA 0-1 24-01-1999 Lliga (19). BARCELONA-SARAGOSSA 3-1 27-01-1999 Amistós (drogues no) BARCELONA-SELECCIÓ LLIGA 4-0 31-01-1999 Lliga (20). BARCELONA-RACING 3-2 04-02-1999 Copa (1/8, tomada). BARCELONA-BENIDORM 3-0 07-02-1999 Lliga (21). EXTREMADURA-BARCELONA 1-2 14-02-1999 Lliga (22). BARCELONA-REIAL MADRID 3-0 18-02-1999 Copa (1/4, anada). BARCELONA-VALÈNCIA 2-3 21-02-1999 Lliga (23). CELTA-BARCELONA 0-0 24-02-1999 Copa (1/4, tornada). VALÈNCIA-BARCELONA 4-3 27-02-1999 Lliga (24). BARCELONA-VALÈNCIA 2-4 07-03-1999 Lliga (25). SALAMANCA-BARCELONA 1-4 10-03-1999 Partit homenatge a Johan Cruyff. BARCELONA-DREAM TEAM 2-0 14-03-1999 Lliga (26). BARCELONA-ESPANYOL 3-0 21-03-1999 Lliga (27). REIAL SOCIETAT-BARCELONA 0-2 24-03-1999 Copa Catalunya (semifinal, partit únic). LLEIDA-BARCELONA 4-3 04-04-1999 Lliga (28). BARCELONA-OVIEDO 3-1 06-04-1999 Partit homenatge a Johan Cruyff. AJAX-BARCELONA 2-2 10-04-1999 Uiga (29). TENERIFE-BARCELONA 2-3 17-04-1999 Lliga (30). BARCELONA-MALLORCA 2-1 25-04-1999 Lliga (31). ATLÈTIC MADRID-BARCELONA 1-1 28-04-1999 Partit de I Centenari. BARCELONA-BRASIL 2-2 02-05-1999 Lliga (32). BARCELONA-DEPORTIVO 4-0 09-05-1999 Lliga (33). VILA-REIAL-BARCELONA 2-3 15-05-1999 Lliga (34). BARCELONA-VALLADOLID 1-1 22-05-1999 Lliga (35). ALABÈS-BARCELONA 1-4' Ei FC Barcelona es proclama Campió de Lliga. 29-05-1999 Lliga (36). ATHLÈTIC CLUB-BARCELONA 1-3 13-06-1999 Lliga (37). BARCELONA-BETIS 4-1 20-06-1999 Lliga (38). SARAGOSSA-BARCELONA 2-0 |